# Mexipedium xerophyticum
Mexipedium xerophyticum é uma espécie de orquídea terrestre, família Orchidaceae. Trata-se da única espécie registrada para o gênero Mexipedium. Foram descobertas sete plantas em 1990 no estado de Oaxaca no México. Na ocasião algumas plantas foram removidas para posterior micropropagação, evitando assim a coleta predatória e extinção da espécie na natureza. Hoje é planta algumas vezes encontrada em cultivo. Seu nome deriva do país de origem ao qual acrescentou-se a terminação pedilum, do grego, chinelo, em referência ao formato do labelo de suas flores. O epíteto especifico xerophyticum refere-se ao local seco que habita.
Mexipedium xerophyticum é uma orquídea rupícola que cresce em escarpas, abrigadas do sol, por volta de 320 metros de altitude. Geralmente seus brotos nasce espaçados da planta mãe em vários centímetros. Apresentam pequenas folhas verde-prateadas, e também pequenas flores brancas com estaminoide rosado. A inflorescência é multiflora e paniculada.